# Canottaggio ai Giochi della XXXI Olimpiade - 4 senza pesi leggeri
Il 4 senza pesi leggeri dei Giochi della XXXI Olimpiade si è svolto tra il 6 e l'11 agosto 2016. Hanno partecipato 13 equipaggi.

## Risultati

### Batterie
I primi tre di ogni manche si qualificano alle semifinali, gli altri vanno ai ripescaggi.

#### Gruppo 1
| Class | Nome                                                              | Nazione   | Tempo   | Note |
| ----- | ----------------------------------------------------------------- | --------- | ------- | ---- |
| 1     | Stefano Oppo Martino Goretti Livio La Padula Pietro Ruta          | Italia    | 6:03.26 | SA/B |
| 2     | Jin Wei Zhao Jingbin Yu Chenggang Wang Tiexin                     | Cina      | 6:03.43 | SA/B |
| 3     | Lucas Tramèr Simon Schürch Simon Niepmann Mario Gyr               | Svizzera  | 6:03.52 | SA/B |
| 4     | Franck Solforosi Thomas Baroukh Guillaume Raineau Thibault Colard | Francia   | 6:07.31 | R    |
| 5     | Jan Vetešník Ondřej Vetešník Jiří Kopáč Miroslav Vraštil Jr.      | Rep. Ceca | 6:39.95 | R    |

#### Gruppo 2
| Class | Nome                                                                    | Nazione       | Tempo   | Note |
| ----- | ----------------------------------------------------------------------- | ------------- | ------- | ---- |
| 1     | Jacob Barsøe Jacob Larsen Kasper Winther Jørgensen Morten Jørgensen     | Danimarca     | 5:58.21 | SA/B |
| 2     | Chris Bartley Mark Aldred Jono Clegg Peter Chambers                     | Gran Bretagna | 6:01.27 | SA/B |
| 3     | Spyridon Giannaros Panagiotis Magdanis Stefanos Ntouskos Ioannis Petrou | Grecia        | 6:05.27 | SA/B |
| 4     | Jonathan Koch Lars Wichert Tobias Franzmann Lucas Schäfer               | Germania      | 6:14.87 | R    |

#### Gruppo 3
| Class | Nome                                                        | Nazione       | Tempo   | Note |
| ----- | ----------------------------------------------------------- | ------------- | ------- | ---- |
| 1     | James Lassche Peter Taylor Alistair Bond James Hunter       | Nuova Zelanda | 6:03.34 | SA/B |
| 2     | Robin Prendes Anthony Fahden Edward King Tyler Nase         | Stati Uniti   | 6:05.61 | SA/B |
| 3     | Joris Pijs Tim Heijbrock Jort van Gennep Björn van den Ende | Paesi Bassi   | 6:07.88 | SA/B |
| 4     | Maxwell Lattimer Brendan Hodge Nicolas Pratt Eric Woelfl    | Canada        | 6:19.44 | R    |

### Pipescaggi
I primi tre della manche si qualificano alle semifinali.

#### Gruppo 1
| Class | Nome                                                              | Nazione   | Tempo   | Note |
| ----- | ----------------------------------------------------------------- | --------- | ------- | ---- |
| 1     | Franck Solforosi Thomas Baroukh Guillaume Raineau Thibault Colard | Francia   | 6:01.18 | SA/B |
| 2     | Jonathan Koch Lars Wichert Tobias Franzmann Lucas Schäfer         | Germania  | 6:03.29 | SA/B |
| 3     | Jan Vetešník Ondřej Vetešník Jiří Kopáč Miroslav Vraštil Jr.      | Rep. Ceca | 6:04.30 | SA/B |
| 4     | Maxwell Lattimer Brendan Hodge Nicolas Pratt Eric Woelfl          | Canada    | 6:05.35 |      |

### Semifinali

#### Semifinale 1
| Class | Nome                                                              | Nazione       | Tempo   | Note |
| ----- | ----------------------------------------------------------------- | ------------- | ------- | ---- |
| 1     | Stefano Oppo Martino Goretti Livio La Padula Pietro Ruta          | Italia        | 6:06.56 | FA   |
| 2     | Franck Solforosi Thomas Baroukh Guillaume Raineau Thibault Colard | Francia       | 6:07.32 | FA   |
| 3     | James Lassche Peter Taylor Alistair Bond James Hunter             | Nuova Zelanda | 6:08.96 | FA   |
| 4     | Chris Bartley Mark Aldred Jono Clegg Peter Chambers               | Gran Bretagna | 6:10.46 | FB   |
| 5     | Joris Pijs Tim Heijbrock Jort van Gennep Björn van den Ende       | Paesi Bassi   | 6:12.87 | FB   |
| 6     | Jonathan Koch Lars Wichert Tobias Franzmann Lucas Schäfer         | Germania      | 6:18.43 | FB   |

#### Semifinale 2
| Class | Nome                                                                    | Nazione     | Tempo   | Note |
| ----- | ----------------------------------------------------------------------- | ----------- | ------- | ---- |
| 1     | Lucas Tramèr Simon Schürch Simon Niepmann Mario Gyr                     | Svizzera    | 6:17.85 | FA   |
| 2     | Jacob Barsøe Jacob Larsen Kasper Winther Jørgensen Morten Jørgensen     | Danimarca   | 6:19.62 | FA   |
| 3     | Spyridon Giannaros Panagiotis Magdanis Stefanos Ntouskos Ioannis Petrou | Grecia      | 6:23.95 | FA   |
| 4     | Robin Prendes Anthony Fahden Edward King Tyler Nase                     | Stati Uniti | 6:26.82 | FB   |
| 5     | Jin Wei Zhao Jingbin Yu Chenggang Wang Tiexin                           | Cina        | 6:27.27 | FB   |
| 6     | Jan Vetešník Ondřej Vetešník Jiří Kopáč Miroslav Vraštil Jr.            | Rep. Ceca   | 6:33.43 | FB   |

### Finale

#### Finale B
| Class | Nome                                                         | Nazione       | Tempo   | Note |
| ----- | ------------------------------------------------------------ | ------------- | ------- | ---- |
| 1     | Chris Bartley Mark Aldred Jono Clegg Peter Chambers          | Gran Bretagna | 6:31.54 |      |
| 2     | Jin Wei Zhao Jingbin Yu Chenggang Wang Tiexin                | Cina          | 6:32.78 |      |
| 3     | Jonathan Koch Lars Wichert Tobias Franzmann Lucas Schäfer    | Germania      | 6:35.83 |      |
| 4     | Robin Prendes Anthony Fahden Edward King Tyler Nase          | Stati Uniti   | 6:36.93 |      |
| 5     | Joris Pijs Tim Heijbrock Jort van Gennep Björn van den Ende  | Paesi Bassi   | 6:37.28 |      |
| 6     | Jan Vetešník Ondřej Vetešník Jiří Kopáč Miroslav Vraštil Jr. | Rep. Ceca     | 6:43.52 |      |

#### Finale A
Le medaglie per la competizione furono presentate da Denis Oswald, Svizzera, membro del Comitato Olimpico Internazionale, mentre i regali furono presentati da Matt Smith, Stati Uniti d'America, il direttore esecutivo della Federazione Internazionale Canottaggio.
| Class   | Nome                                                                    | Nazione       | Tempo   | Note |
| ------- | ----------------------------------------------------------------------- | ------------- | ------- | ---- |
| Oro     | Lucas Tramèr Simon Schürch Simon Niepmann Mario Gyr                     | Svizzera      | 6:20.51 |      |
| Argento | Jacob Barsøe Jacob Larsen Kasper Winther Jørgensen Morten Jørgensen     | Danimarca     | 6:21.97 |      |
| Bronzo  | Franck Solforosi Thomas Baroukh Guillaume Raineau Thibault Colard       | Francia       | 6:22.85 |      |
| 4       | Stefano Oppo Martino Goretti Livio La Padula Pietro Ruta                | Italia        | 6:25.52 |      |
| 5       | James Lassche Peter Taylor Alistair Bond James Hunter                   | Nuova Zelanda | 6:28.14 |      |
| 6       | Spyridon Giannaros Panagiotis Magdanis Stefanos Ntouskos Ioannis Petrou | Grecia        | 6:36.47 |      |